# Anterhynchium tasmaniense
Anterhynchium tasmaniense är en stekelart som först beskrevs av Henri Saussure 1853.  Anterhynchium tasmaniense ingår i släktet Anterhynchium och familjen Eumenidae. Inga underarter finns listade i Catalogue of Life.